# Alistra opina
Alistra opina là một loài nhện trong họ Hahniidae.
Loài này thuộc chi Alistra. Alistra opina được Raymond Robert Forster miêu tả năm 1970.